# Коноплянська вулиця
Конопля́нська ву́лиця — вулиця в Оболонському районі міста Києва, місцевість Пріорка. Пролягає від Шахтарської вулиці до тупика. 
Прилучаються вулиці Лугова, Бережанська і Пріорська.

## Історія
Відома з XIX століття. Назва — від урочища і струмка Коноплянки (Конопляна). У 1970–80-ті роки вулицю повністю перебудовано і розширено. У першій половині XX століття на Пріорці існувала також Староконоплянська вулиця, яка 1955 року набула назву вулиця Бажова. Назву ж Малоконоплянська мала до 1970 року вулиця Сім'ї Кульженків.

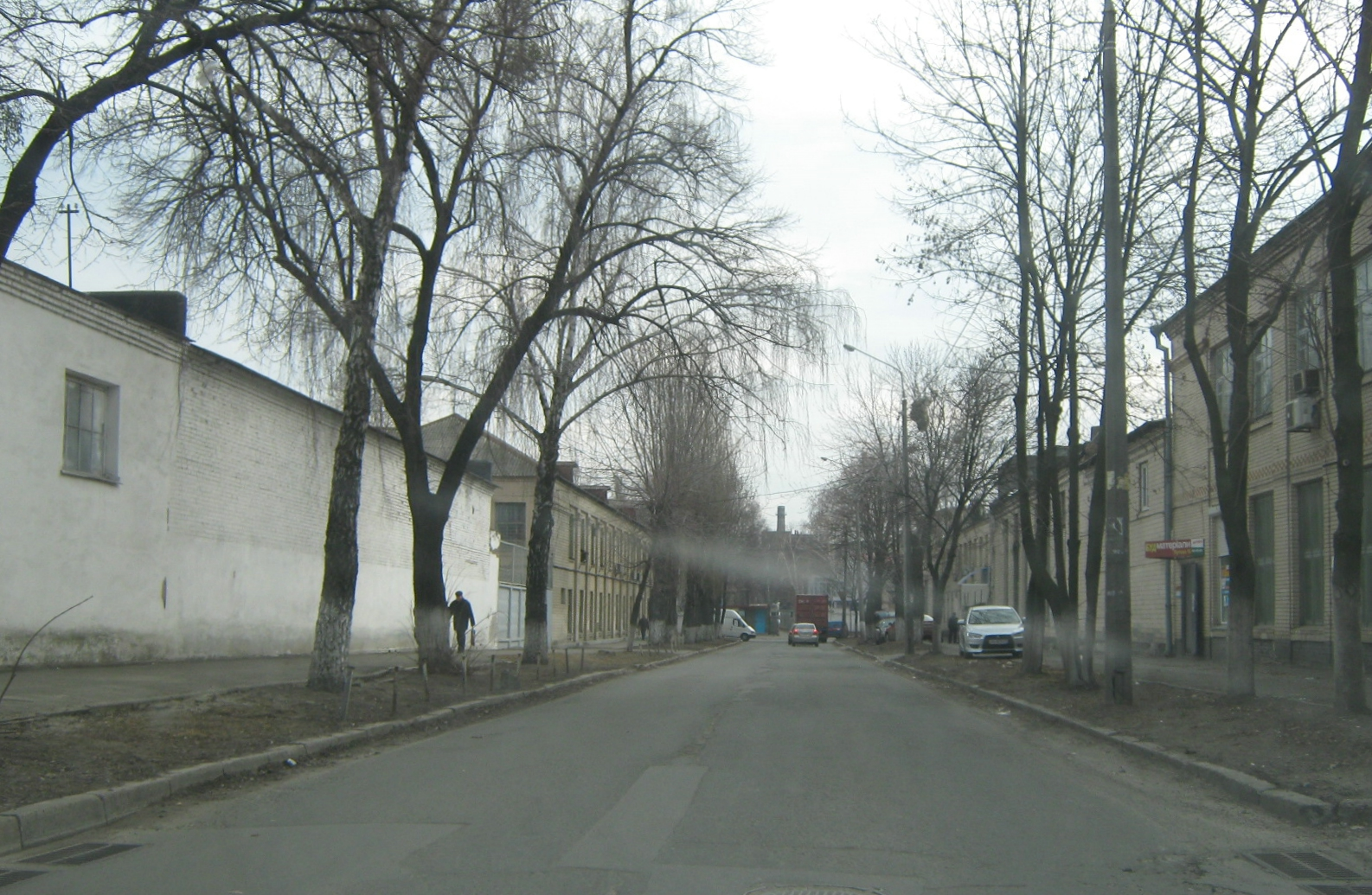
Коноплянська вулиця